# Jadwiga Jagiellonka (1457–1502)

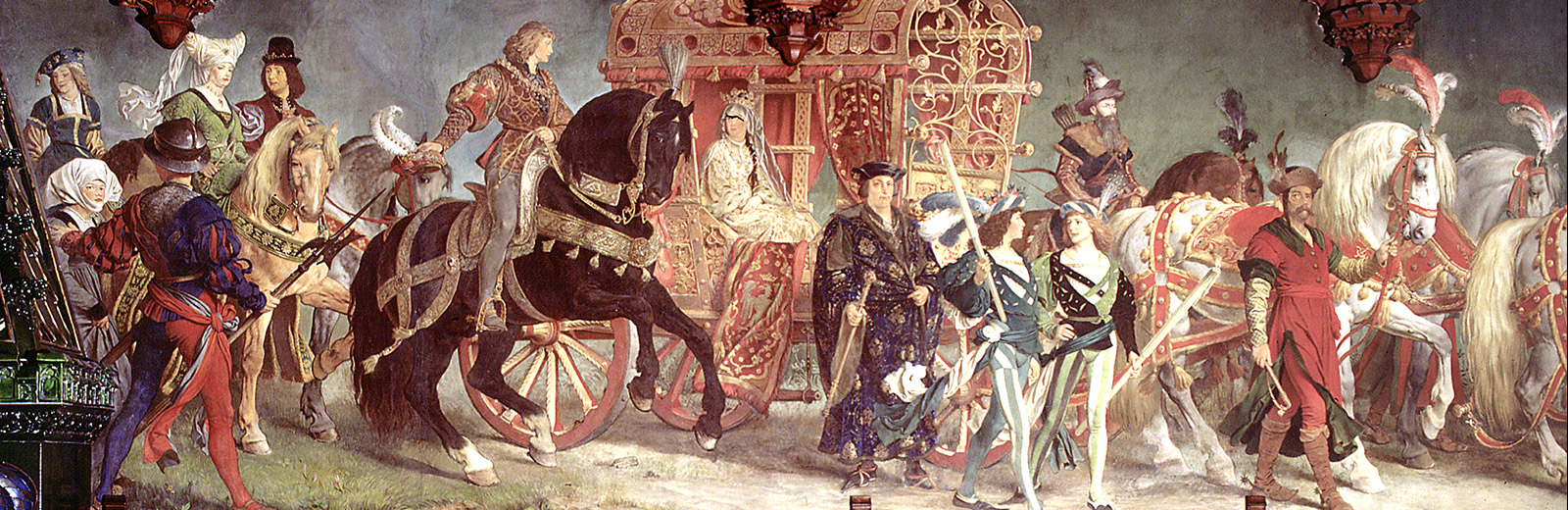
Obraz przestawiający wesele książęce (1475)

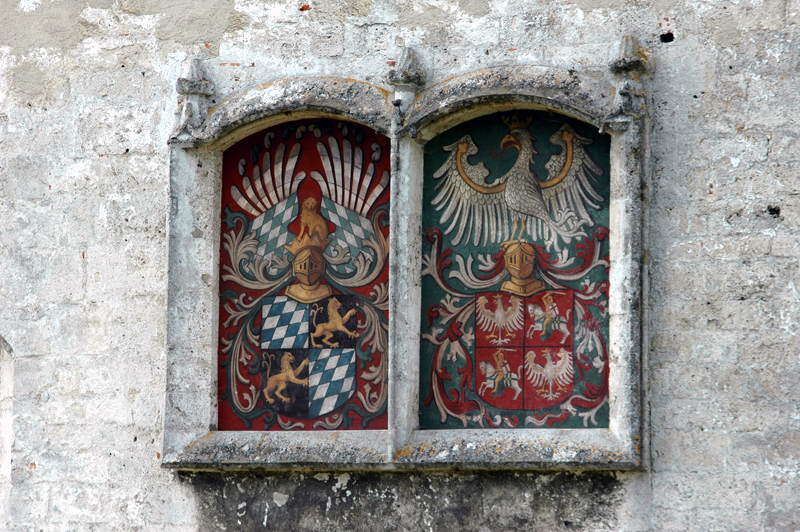
Herby Jerzego, księcia Bawarii
i Jadwigi, królewny Rzeczypospolitej ON

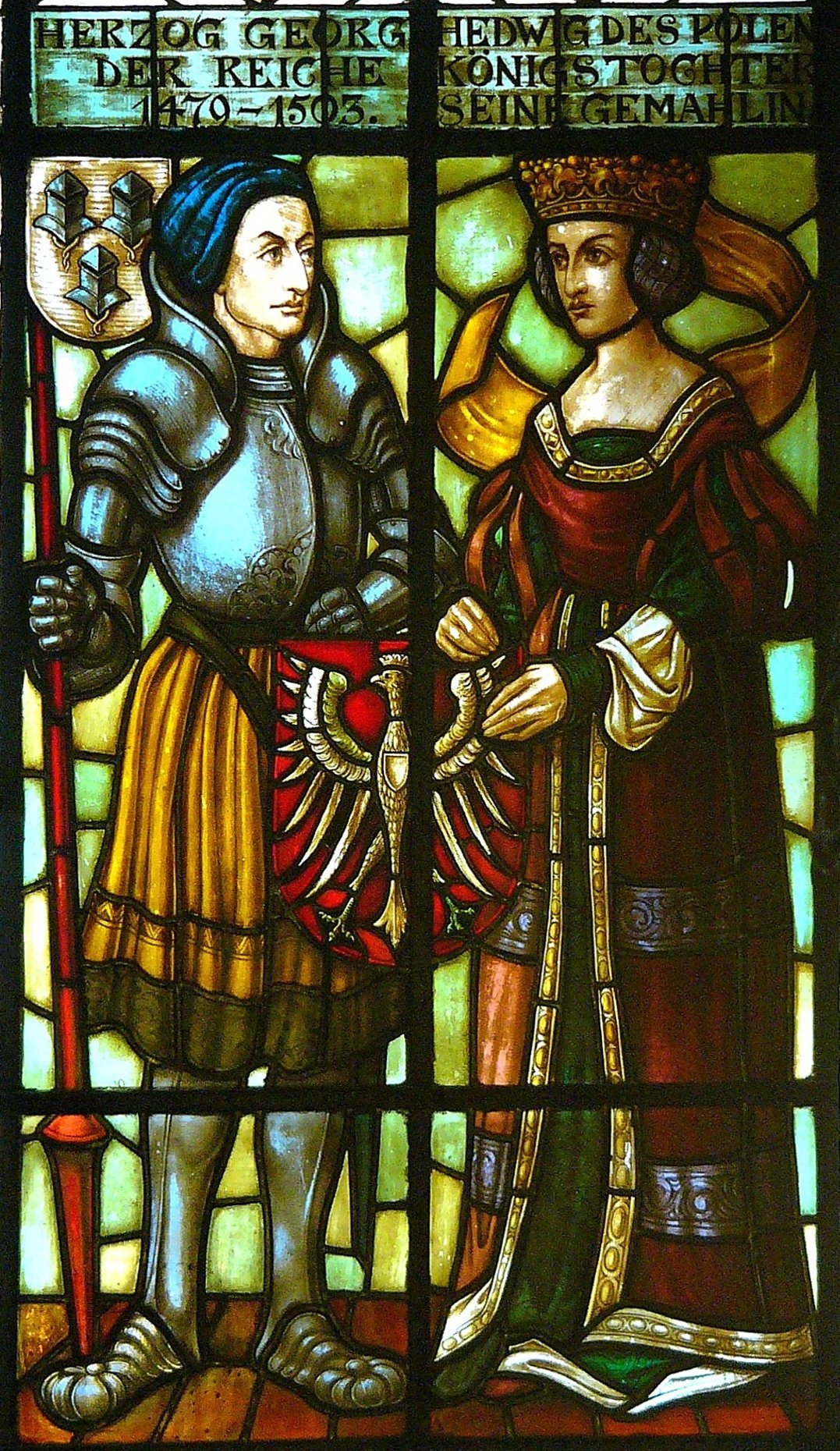
Witraż w ratuszu (Landshut) z Jerzym Bogatym i Jadwigą Jagiellonką

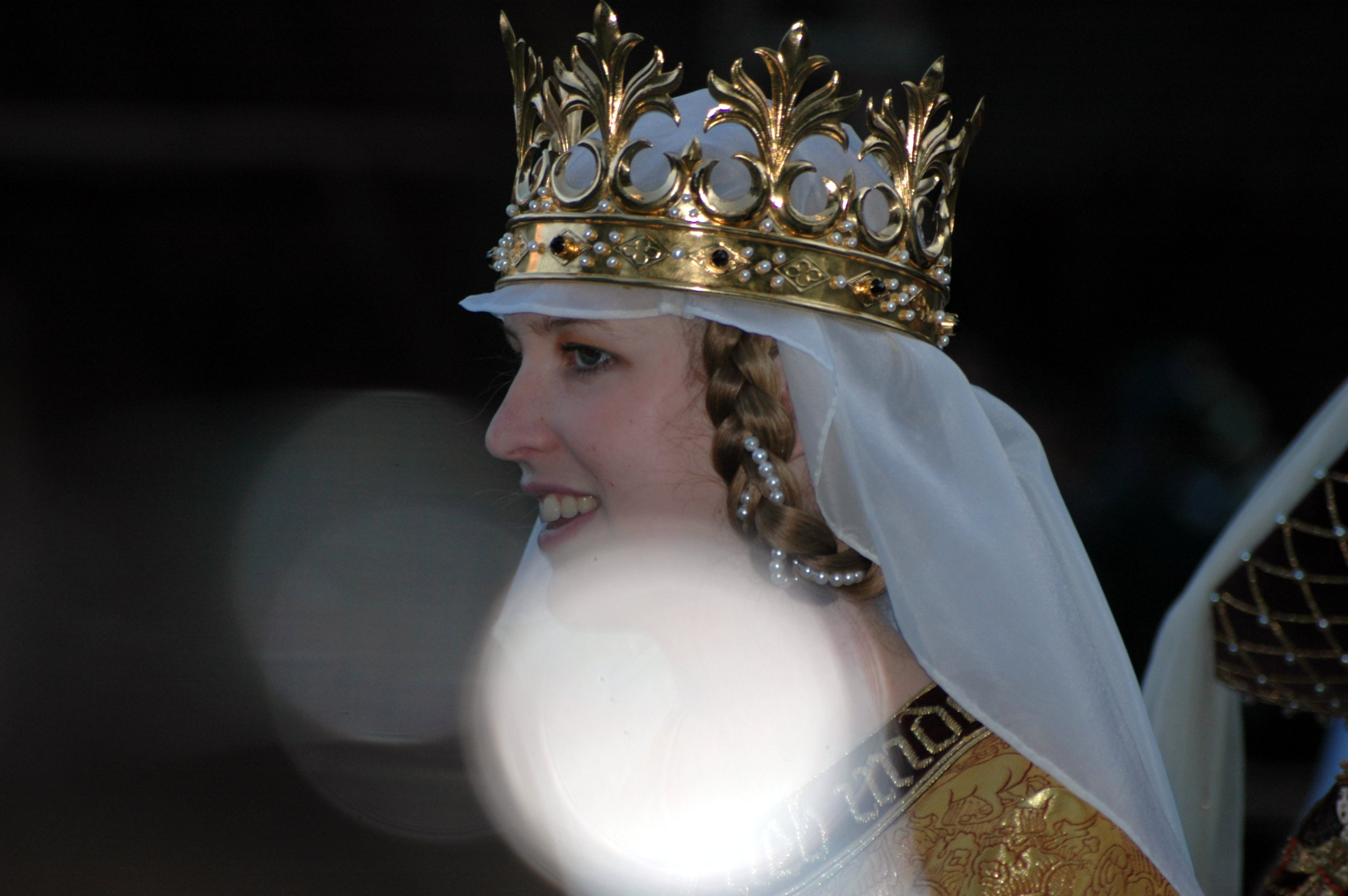
Jadwiga Jagiellonka podczas wesela w Landshut

Jadwiga Jagiellonka (ur. 21 września 1457 w Krakowie, zm. 18 lutego 1502 w Burghausen) – królewna polska i księżniczka litewska, księżna bawarska. Czterokrotnie (w latach 1468–1471) starania o jej rękę podejmował Maciej Korwin, jednak spotykał się z odmową. 14 listopada 1475 poślubiła księcia bawarskiego Jerzego Bogatego. W nawiązaniu do ich wystawnego wesela organizuje się festiwal Wesele w Landshut (Landshuter Hochzeit). Przypuszcza się, że Jadwiga podjęła się spisywania historii rodu Wittelsbachów.

## Pochodzenie i dzieciństwo
Była drugim dzieckiem, a zarazem najstarszą córką Kazimierza Jagiellończyka i Elżbiety Rakuszanki. Zgodnie z tradycją dynastii Jagiellonów jako najstarsza córka, otrzymała imię na cześć Jadwigi Andegaweńskiej. Braćmi Jadwigi byli Władysław II Jagiellończyk, święty Kazimierz, Jan I Olbracht, Aleksander Jagiellończyk, Zygmunt I Stary i Fryderyk Jagiellończyk, a siostrami: Zofia, Elżbieta, Elżbieta, Anna, Barbara i Elżbieta. Została ochrzczona w katedrze krakowskiej. Nie zachowały się informacje na temat jej wykształcenia.

## Plany małżeńskie związane z Jadwigą
W 1468 starania o jej rękę podjął Maciej Korwin, król Węgier. 8 kwietnia 1468 do Krakowa przybył węgierski poseł – biskup ołomuniecki Protazy. Proponował, aby to małżeństwo umocniło przyszły sojusz skierowany przeciwko czeskiemu królowi Jerzemu z Podiebradów. Sugerował wydanie drugiej córki Kazimierza – Zofii Jagiellonki – za Maksymiliana, syna cesarza Fryderyka III. Królewny miały przekazać swoim mężom prawa matki – Jadwiga do Węgier, a Zofia do Austrii. W ten sposób Kazimierz uzyskałby gwarancję, że w przyszłości w Austrii i na Węgrzech będą rządzić jego wnukowie po kądzieli. Starania Macieja popierał – obok cesarza – także papież Paweł II.
Kazimierz od 1462 pozostawał w przymierzu z Jerzym z Podiebradów, a papieżowi Pawłowi II był niechętny za to, że w czasie wojny trzynastoletniej popierał Krzyżaków. Dodatkowo mariażowi córki przeciwna była Elżbieta Rakuszanka. Miała stwierdzić: Matyasz chłop, kurczek, Wołoszyn, pies, niegodziem jej. Odmowę złagodzono tym, że Protazy został ojcem chrzestnym urodzonego 27 kwietnia 1468 syna Kazimierza IV, który otrzymał imię Fryderyk na cześć cesarza.
W 1469 stronnictwo katolickie w Czechach obrało królem Macieja Korwina. Jerzy z Podiebradów szukał poparcia w Polsce, obiecując następstwo po sobie Władysławowi, najstarszemu synowi Kazimierza IV. Korwin, nie chcąc dopuścić do ścisłego sojuszu polsko-czeskiego, ponownie poprosił o rękę Jadwigi. I ponownie spotkał się z odmową.
20 października 1470 w Grazu Fryderyk III zawarł przymierze z Kazimierzem IV; przy okazji rozważano możliwość wydania Jadwigi za syna cesarza – Maksymiliana.
Maciej Korwin prosił o rękę Jadwigi jeszcze w lipcu 1471 i we wrześniu 1473. W ostatnim przypadku na odmowę Kazimierza IV wpłynęła jego żona Elżbieta. Na początku 1473 przybyli do Polski dwaj radcy Albrechta IV Mądrego, księcia bawarskiego z Monachium, proponując małżeństwo Jadwigi ze swoim mocodawcą. Kazimierz odmówił, gdyż liczył na związanie najstarszej córki z Jerzym Bogatym, synem Ludwika IX Bogatego, księcia bawarskiego z Landshut.

## Ślub z Jerzym Bogatym
Kazimierz Jagiellończyk, chcąc zabezpieczyć południowo-zachodnie granice Czech (będących przedmiotem rywalizacji między jego synem Władysławem a Maciejem Korwinem), postanowił zawrzeć ściślejsze porozumienie z Bawarią. W 1473 polscy posłowie – Stanisław Kurozwęcki i Paweł Jasieński – rozpoczęli rozmowy w sprawie małżeństwa Jadwigi Jagiellonki i Jerzego Bogatego. W efekcie 7 lub 10 września 1474 Ludwik IX Bogaty wysłał poselstwo z prośbą o rękę Jadwigi dla swojego syna Jerzego. Negocjacje toczyły się w Łęczycy i Radomiu. W tym ostatnim mieście, 30 grudnia 1474, Jadwiga wyraziła zgodę na poślubienie Jerzego. 31 grudnia 1474 podpisano umowę małżeńską. Jadwiga miała otrzymać posag w wysokości 32 tysięcy złotych węgierskich, płatnych w 5 ratach w ciągu 5 lat. Wartość wyprawy polskiej królewny sięgała 100 tysięcy złotych.
Przyszli małżonkowie byli ze sobą spokrewnieni: dziadek Jadwigi – Albrecht II Habsburg – był bratem Małgorzaty Habsburżanki, babki Jerzego. W 1475 do Rzymu po dyspensę udał się kanclerz koronny Uriel Górka – papież Sykstus IV wystawił ją 26 maja 1475.
Rodzina odprowadziła Jadwigę do Poznania. Tam 10 października 1475 pożegnała się z rodzicami. Wraz z licznym orszakiem (ok. 1200 konnych) dotarła do Wittenbergi 23 października. Towarzyszyła jej m.in. Anna, wdowa po cieszyńskim księciu Bolesławie II.
14 listopada 1475 wjechała wraz z orszakiem do bawarskiego Landshut, dając początek świętowanemu do dzisiaj w Niemczech Weselu w Landshut. Wesele zgromadziło wielu niemieckich władców: przybyli m.in. cesarz Fryderyk III, jego syn Maksymilian, elektor brandenburski Albrecht III Achilles, Zygmunt Habsburg, elektor Palatynatu Filip Wittelsbach, margrabia badeński Albrecht, hrabiowie wirtemberscy Ulryk i Eberhard, landgraf leuchtenberski Ludwik oraz hrabia henneberski Otto. Ślub odbył się w dniu przyjazdu Jadwigi, w kościele św. Marcina. Następnego dnia nastąpiła właściwa uczta weselna, w której brało udział 9 tysięcy osób.

## Jadwiga jako księżna bawarska
Jadwiga w 1479 została księżną bawarską. W tym roku zmarł jej teść Ludwik IX Bogaty, a kolejnym księciem bawarskim na Landshut został Jerzy Bogaty. Małżeństwo Jadwigi okazało się nieudane – jej mąż znany był jako hulaka, pijak i rozpustnik. W 1485 Jerzy oddalił żonę z Landshut i osadził ją na zamku w Burghausen. Jadwiga mieszkała tam z dworem i liczną służbą, jednak – jak pisze kronikarz – pozbawiona wszelkich uciech światowych, miała młoda księżna jedyną pocieszycielkę swoją: samotność. Nie wiadomo czy – a jeżeli tak, to przez jaki czas – towarzyszyły jej dzieci.
Jadwiga, choć podpisywała się „geborene Königin von Polen” (urodzona królowa Polski), nie utrzymywała bliższych kontaktów ze swoją rodziną. 31 stycznia 1503 jej brat, Aleksander Jagiellończyk, pisząc do jej męża, nie wiedział, że Jadwiga nie żyła już od roku.
Pojawiła się informacja, że Jadwiga w Burghausen zajmowała się spisywaniem dziejów Wittelsbachów. Kwestia, czy tak było, naprawdę nie została jeszcze zbadana przez literaturę.
Jadwiga zmarła dość niespodziewanie. Została pochowana w klasztorze cystersów w Reitenhaslach, w pobliżu Burghausen. Jej grobowiec został zniszczony w 1803, gdy opactwo uległo sekularyzacji. Jednak w podłodze kościoła znajduje się do dzisiaj płyta kamienna upamiętniająca miejsce pochówku księżnej.

## Potomstwo
Dziećmi Jadwigi Jagiellonki i Jerzego Bogatego byli:
- Ludwik, ur. 1476, zm. przed 1496,
- Ruprecht (Rupert), ur. 1477, zm. w dzieciństwie,
- Elżbieta, ur. 1478, zm. 1504, od 10 lutego 1499 żona Ruprechta z Palatynatu,
- Małgorzata, ur. 1480, zm. 1531, zakonnica w Neuburgu
- Wolfgang, ur. 1482, zm. jako niemowlę[33].

Starsza literatura znała tylko czworo najstarszych dzieci Jadwigi. Przyjmowała dodatkowo, że jej najstarszy syn Ludwik zmarł w 1500 roku, jednak w testamencie z 1496 Jerzy Bogaty zaznaczył, że nie posiada ślubnych synów i obecnie przyjmuje się, że Ludwik zmarł przed 1496 rokiem.
Kronikarz Angelus Rumpler podał, że Jadwiga i Jerzy Bogaty mieli – obok Ludwika, Ruprechta, Elżbiety i Małgorzaty – piąte dziecko: syna Jerzego. Nowsze ustalenia Margo i Hansa Rallów wykazały, że piątym i ostatnim dzieckiem bawarskiej pary książęcej był syn Wolfgang.

## Genealogia
| Władysław II Jagiełło ur. ok. 1362(?) zm. 1 VI 1434 | Władysław II Jagiełło ur. ok. 1362(?) zm. 1 VI 1434 |                                                         |                                                         | Zofia Holszańska ur. ok. 1405 zm. 21 IX 1461 | Zofia Holszańska ur. ok. 1405 zm. 21 IX 1461 |  |  | Albrecht II Habsburg ur. 16 VIII 1397 zm. 27 X 1439 | Albrecht II Habsburg ur. 16 VIII 1397 zm. 27 X 1439 |                                               |                                               | Elżbieta Luksemburska ur. 1409 zm. 1442 | Elżbieta Luksemburska ur. 1409 zm. 1442 |
|                                                     |                                                     |                                                         |                                                         |                                              |                                              |  |  |                                                     |                                                     |                                               |                                               |                                         |                                         |
|                                                     |                                                     |                                                         |                                                         |                                              |                                              |  |  |                                                     |                                                     |                                               |                                               |                                         |                                         |
|                                                     |                                                     | Kazimierz IV Jagiellończyk ur. 30 XI 1427 zm. 7 VI 1492 | Kazimierz IV Jagiellończyk ur. 30 XI 1427 zm. 7 VI 1492 |                                              |                                              |  |  |                                                     |                                                     | Elżbieta Rakuszanka ur. 1436 zm. 30 VIII 1505 | Elżbieta Rakuszanka ur. 1436 zm. 30 VIII 1505 |                                         |                                         |
|                                                     |                                                     |                                                         |                                                         |                                              |                                              |  |  |                                                     |                                                     |                                               |                                               |                                         |                                         |
|                                                     |                                                     |                                                         |                                                         |                                              |                                              |  |  |                                                     |                                                     |                                               |                                               |                                         |                                         |
|                                                     |                                                     |                                                         |                                                         |                                              |                                              |  |  |                                                     |                                                     |                                               |                                               |                                         |                                         |

|                                |                                | Jerzy Bogaty ur. 15 VIII 1455 zm. 1 XII 1503 OO 14 XI 1475 | Jerzy Bogaty ur. 15 VIII 1455 zm. 1 XII 1503 OO 14 XI 1475 | Jadwiga Jagiellonka ur. 21 IX 1457 zm. 18 II 1502 | Jadwiga Jagiellonka ur. 21 IX 1457 zm. 18 II 1502 |                                  |                                  |                                             |                                             |
|                                |                                |                                                            |                                                            |                                                   |                                                   |                                  |                                  |                                             |                                             |
|                                |                                |                                                            |                                                            |                                                   |                                                   |                                  |                                  |                                             |                                             |
|                                |                                |                                                            |                                                            |                                                   |                                                   |                                  |                                  |                                             |                                             |
| Ludwik ur. 1476 zm. przed 1496 | Ludwik ur. 1476 zm. przed 1496 | Ruprecht ur. 1477 zm. w dzieciństwie                       | Ruprecht ur. 1477 zm. w dzieciństwie                       | Elżbieta ur. 1478 zm. 15 IX 1504                  | Elżbieta ur. 1478 zm. 15 IX 1504                  | Małgorzata ur. 1480 zm. 6 I 1531 | Małgorzata ur. 1480 zm. 6 I 1531 | Wolfgang ur. 1482 zm. w okresie niemowlęcym | Wolfgang ur. 1482 zm. w okresie niemowlęcym |

|  |